# Прапор Великосілля
Прапор Великосілля — один з офіційних символів села Великосілля, Старосамбірського району Львівської області.

## Історія
Прапор затвердила IV сесія Великосільської сільської ради 3-го (ХХІІІ) скликання рішенням від 27 грудня 1998 року.
Автор — Андрій Гречило.

## Опис
Квадратне синє полотнище, на якому біла гуска, у верхньому куті з вільного краю та нижньому куті від древка – по жовтій сосновій шишці.

## Зміст
Прапор побудований на основі символіки герба поселення. На печатках Нанчулки (теперішнього Великосілля) у ХІХ ст. було зображення гуски. Соснові шишки символізують місцеву рослинність і два села, підпорядковані сільраді.
Квадратна форма полотнища відповідає усталеним вимогам для муніципальних прапорів (прапорів міст, селищ і сіл).